# 谢姆延
谢姆延，是匈牙利包尔绍德-奥包乌伊-曾普伦州所辖的一个村。总面积7.84平方公里，总人口448，人口密度57.1人/平方公里（2011年1月1日）。